# Casa Insa
Casa Insa fon una roberia tradicional de la ciutat de València dedicada a la confecció i lloguer de roba. Va ser una de les més importants roberies de València principalment dedicada al lloguer d'indumentària teatral, de disfressa i festiva. Casa Insa proveïa la roba per a les festivitats valencianes de tot arreu del territori valencià com ara les processons del Corpus de València, la Muixeranga d'Algemesí o la festa de Moros i Cristians d'Alcoi. Estava ubicada al número 48 del carrer de Baix de València.

## Història
El creador de la roberia Casa Insa va ser Miguel Insa Pareja el qual el 14 de setembre de 1876 va tindre la titularitat del negoci. L'origen d'esta empresa està en la roberia Gimeno que regentava Juan Maria Gimeno i Mateu situada al carrer Baix de l'Alfondech número 14 de la ciutat de València i a la qual va entrar a treballar Miguel Insa Pareja el 1850 com a ajudant. L'any 1866 Juan Maria Gimeno va decidir traspassar-lo i Miguel Insa es va fer càrrec amortitzant el pagament del negoci amb el seu treball fins que va quedar en les seus mans el 1876.
La roberia es va mantindre fins al 1889 al carrer Baix de l'Alfondech, a partir d'esta data es va localitzar a l'actual carrer de Baix número 48. El negoci el va continuar el seu fill, Miguel Insa Pastor, fins que va faltar sense fills el 1961. El seu nebot, Juan Ferrés Insa, va continuar amb el negoci familiar junt a la seua dona, Josefa García Juste i després d'ells la seua filla Carmen Ferrés García amb la ajuda de la seua germana fins a l'any 1996 que es va jubilar, a partir d'ací fins a l'any 2009 que tancà definitivament, els seus nebots s'encarregaren de l'empresa.

## Fons
L'any 2009, Carmen Ferrés va legar el fons de la roberia a L'ETNO - Museu Valencià d'Etnologia.

## Referències

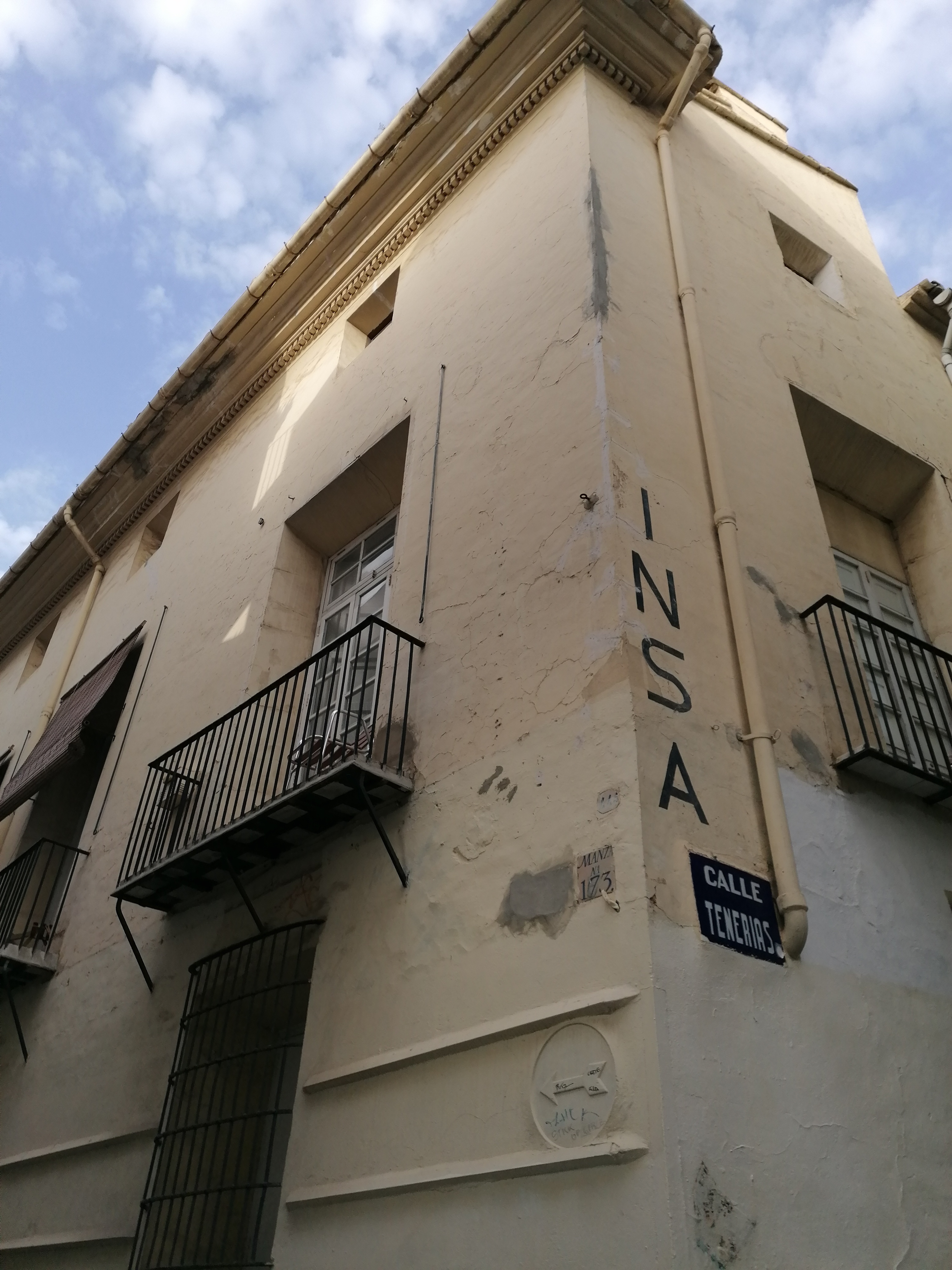
Casa INSA